# Johannes Fröhlinger
Johannes Fröhlinger (ur. 9 czerwca 1985 w Gerolstein) – niemiecki kolarz szosowy, zawodnik profesjonalnej grupy Team Sunweb.

## Najważniejsze zwycięstwa i sukcesy
2006
- 1. miejsce w Tour Alsace
- 1. miejsce w Trophée des Champions

2008
- 9. miejsce w GP Triberg-Schwarzwald

2009
- 3. miejsce w GP Triberg-Schwarzwald
- 5. miejsce w Memorial Cimurri

2010
- 7. miejsce w Japan Cup
- 10. miejsce w Trofeo Inca

2011
- 6. miejsce w Bayern Rundfahrt